# Sabine Dufrenoy Beque
Sabine Dufrenoy Beque és una dramaturga i traductora francesa. Es va casar amb el director de teatre Hermann Bonnín i Llinàs i la seva filla és l'actriu Nausicaa Bonnín i Dufrenoy.
És llicenciada en “Langue et lettres espagnoles” per la Universitat de Vincennes-Paris VIII i “Maîtrise” d'espanyol per la Universitat de Vincennes-Paris VIII, amb tesi sobre Pablo Neruda, dirigida per Saül Yurkievich. L'any 1976 es trasllada a Barcelona i es llicencia en Filosofia i lletres a la Universitat Autònoma de Barcelona.
Ha fet adaptacions per al cinema com Refugiats i fugitius de Jaume Serra i Fontelles i Agatha et les lectures illimitées de Marguerite Duras. Per al teatre, la traducció i dramatúrgia de Cartes a Nenes de Lewis Carroll, El far del maleït de Paul Autier i Paul Cloquemin i El fabricant de monstres de Max Maurey. Conjuntament amb Lluís Solà i Joan Casas ha creat la dramatúrgia d'El comte Arnau de Joan Maragall, el 2014 la dramatúrgia de La Dama de les Camèlies, basada en la novel·la d'Alexandre Dumas fill i, el 2016, Interior de Maurice Maeterlinck.
De la seva obra personal, s'ha estrenat El Socrates, lectura dramatitzada a l'Obrador de dramatúrgia de la Sala Beckett. Un viatge, lectura dramatitzada a La Seca-Espai Brossa, i El duelo, escrit conjuntament amb Marcela Terra i estrenat en el marc del Nanoteatre 2015 dels Lluïsos de Gràcia.
Ha traduït, entre altres obres, El parany de Medusa d'Erick Satie, La música de Marguerite Duras i, amb Anna Soler, l'obra L'Acte Inconnu de Valere Novarina, editada per Lleonard Muntaner Editor.